# Lapampasaurus
Lapampasaurus là một chi khủng long, được Coria González-Riga (as González Riga) & Casadio mô tả khoa học năm 2012.